# Навахо (язык)
Нава́хо (или на́вахо; самоназвание — Diné bizaad [tìnépìz̥ɑ̀ːt]) — атабаскский язык (семья на-дене), на котором говорят индейцы народа навахо, проживающие на юго-западе США в штатах Аризона, Юта и Нью-Мексико. Навахо иногда классифицируют как флективный язык, а иногда — как агглютинативный или даже полисинтетический язык.
По данным переписи 2011 г., навахо — наиболее распространённый язык коренного населения Америки к северу от американо-мексиканской границы, на котором говорит приблизительно 170 000 человек.
Во время Второй мировой войны, из-за малой известности и крайней сложности языка навахо, его использовали в армии США для связи, наряду с другими радистами-шифровальщиками, шифровальщики навахо.

## Название
Само слово «навахо» происходит из языка тева, в котором оно звучит как Navahu и образовано от слов nava «поле» и hu «долина». Слово было впервые использовано испанцами и означало область, где сегодня находится северо-запад штата Нью-Мексико; позднее оно перешло в английский язык и стало означать индейцев навахо, а также их язык.
Самоназвание языка — Diné bizaad — означает «язык людей». Возможно также название Naabeehó bizaad.
Белых людей навахо называют словом bilagáana, а английский язык, соответственно, — bilagáana bizaad, что является передачей на язык навахо испанского слова americano.

## Классификация
Навахо относится к атабаскским языкам семьи на-дене, образуя вместе с языками апачей их южную ветвь. Большинство мест распространения других атабаскских языков расположены на Аляске и вдоль северного американского побережья Тихого океана.
Большинство атабаскских языков являются тоновыми, хотя праатабаскский язык и не имел тонов. Тоны развились из глоттализованных согласных, стоящих на конце морфем, однако превращение происходило неравномерно. Так, некоторые родственные морфемы в разных атабаскских языках произносятся с разным тоном: в одних — с низким, в других — с высоким. Предполагается, что языки навахо и чиппева, не имеющие общих предков на этапах после раскола праатабаскского, произошли от разных его диалектов, в которых эти глоттализованные согласные произносились по-разному. Праатабаскский раскололся на разные языки примерно в 500 г. до н. э.
Наиболее близкий к навахо язык — западно-апачский: их системы тонов схожи, а 92 % лексики — общие. Считается, что группы апачей начали разделяться и превращаться в отдельные общества с собственными языками начиная примерно в 1300 г. и заканчивая 1525 г.; одной из таких групп были навахо. Другой ближайший к навахо язык — мескалеро-чирикауанский апаче. Навахо считается в целом взаимопонятным со всеми апачскими языками.

## История
Считается, что индейцы, говорящие на южноатабаскских языках, к которым относится и навахо, пришли на американский юго-запад с севера, возможно, пройдя через Альберту и Вайоминг. На севере штата Нью-Мексико вокруг рек Ла-Плата, Анимас и Пайн были обнаружены предметы, датируемые 1500-ми годами, которые, как считается, принадлежали до-навахским индейцам.
В 1936 году американский лингвист Эдуард Сепир показал, как прибытие индейцев навахо в новый, незнакомый для них засушливый климат, где выращивали кукурузу, отразилось на их языке; он проследил изменение значений слов праатабаскского языка: например, слово *dè, которое в праатабаскском языке имело значение «рог» или «черпак, сделанный из рога животного», в языке навахо приобрело значение «тыква» или «черпак, сделанный из тыквы». Подобно этому, праатабаскское слово *ɫ-yáxs, означающее «снег лежит на земле», преобразовалось в языке навахо в слово sàs, означающее «кукуруза лежит на земле». Навахское же слово для обозначения кукурузы — nà:-dą: — произошло из двух праатабаскских корней, означающих «враг» и «еда» (то есть «еда врагов»): это показывает, что навахо изначально считали кукурузу пищей своих врагов — индейцев-пуэбло.

### Колонизация и упадок
Первыми земли индейцев навахо в начале XIX века колонизировали испанцы — вскоре после того, как они аннексировали эту область, присоединив её к колонии Мексика. США захватили эти территории в 1848 году после американо-мексиканской войны; вместе с этим, американцы открыли отдельные школы, где обучались исключительно дети навахо и других индейцев. В конце девятнадцатого века было открыто несколько школ-интернатов, которыми часто управляли христианские миссионеры. Для аккультурации детей навахо школьная администрация требовала от них изучения английского языка и принятия христианства. Ученикам, которые говорили на навахо, мыли рот щелочным мылом в наказание. Всё это привело к тому, что когда бывшие ученики этих интернатов вырастали, они не учили своих детей языку навахо, чтобы тех не наказывали.
Лингвисты Роберт Янг и Уильям Морган, работавшие на Агентство навахо при Бюро по делам индейцев, разработали в 1937 году практическую орфографию языка навахо, что помогло распространению грамотности среди носителей. В 1943 году Роберт Янг и Уильям Морган создали словарь под названием «Язык навахо» (The Navajo Language), в котором отдельные статьи описывают корни языка. Во время Второй мировой войны навахо работали шифровальщиками, передавая по радиосвязи зашифрованные послания. Этот язык очень хорошо подходил для подобной работы, так как его грамматика сильно отличается от грамматик немецкого и японского языков; при этом, тогда даже не было опубликовано ни одного словаря.
Несмотря на внимание учёных, документировавших язык, количество говорящих на навахо снижалось. Принятые в 1950-х годах федеральные законы привели к полному преобладанию английского языка в школах, где учились индейцы навахо. К 1960—1970 годам этот процесс затронул все индейские языки США, а с постройкой хороших дорог и распространением радио на английском языке он ускорился. Язык навахо в этом случае не стал исключением, хотя у него изначально было больше носителей, чем у любого другого индейского языка, что позволило ему и сегодня остаться наиболее распространённым индейским языком.

### Возрождение и текущее положение
В 1968 году президент США Линдон Джонсон подписал указ о двуязычном обучении (Bilingual Education Act), предоставляющем денежные средства для обучения неанглоязычных детей. Он был задуман главным образом для детей, говорящих на испанском языке — в основном, мексиканцев США, — однако охватывал и все признанные в США языковые меньшинства. Множество индейских народов использовали этот указ для введения собственных двуязычных образовательных программ, однако, ввиду недостатка квалифицированных учителей, свободно говорящих на этих языках, эти программы, в основном, не имели успеха.
Несмотря на всё, исследование 1980 года показало, что 85 % первоклассников навахо были двуязычны, по сравнению со средним показателем в 62 % — это было раннее свидетельство возобновления использования языка навахо среди молодёжи. В 1984 году для противостояния упадку языка Совет Навахо-Нейшен постановил, что на территории этой резервации язык навахо будет доступен в школах для детей всех возрастов. Этому помогла работа Роберта Янга и Уильяма Моргана, благодаря которой навахо является одним из самых хорошо документированных индейских языков. В 1980 году Морган и Янг опубликовали 400-страничную книгу «Язык навахо: грамматика и обиходный словарь» (The Navajo Language: A Grammar and Colloquial Dictionary), бесценную как для носителей, так и для изучающих его людей. В таких вопросах, как описание глаголов, словарь был направлен на людей, владеющих языком. В 1987 году вышло расширенное переиздание словаря, не потерявшего актуальности и поныне.
Движение за ввод индейских языков в обучение не всегда встречало поддержку; в конце 1990-х годов в некоторых районах прошли кампании за обучение только на английском. Вместе с этим, программы с погружением в среду распространились по всей территории резервации Навахо-нейшен. Статистические данные указывают на то, что дети из школ с погружением в навахо лучше сдают стандартизированные тесты. Преподаватели отмечают, что учащиеся, знающие свой национальный язык, гордятся этим и понимают через него свою истинную принадлежность к тому или иному народу. С 1989 года в общественном колледже Diné College можно получить диплом младшего бакалавра по специальности «навахо». Программа включает обучение языку, литературе, культуре, медицинской терминологии и педагогике. В семестр её берёт около 600 студентов. В Университете штата Аризона навахо преподают как предмет. В 1992 году Янг и Морган в сотрудничестве с Салли Миджет (Sally Midgette) опубликовали новую крупную работу по навахо — «Аналитический лексикон навахо», построенную по корням.
Опрос 1991 года, проведённый среди 682 дошкольников из резервации навахо, посещавших программу Head Start, показал, что 54 % из них знали только английский язык, 28 % были двуязычными, а 18 % знали только язык навахо. Было отмечено, что хотя работники владели обоими языками, бо́льшую часть времени они говорили с детьми на английском. Кроме того, родители говорили с детьми на английском чаще, чем на навахо. Исследование завершалось выводом, что дети «были почти полностью погружены в английский язык».
Американский опрос общества (American Community Survey) 2011 года установил, что 169 369 американцев говорили на языке навахо дома — 0,3 % от всех американцев, родным языком которых не являлся английский. Среди тех, кто в основном говорили на навахо, 78,8 % опрошенных ответили, что они знают английский язык «очень хорошо», что является довольно высоким показателем, однако процент таковых среди американцев, говорящих на других индейских языках, в целом выше. Навахо был единственным индейским языком, выделенным в опросе; среди говорящих на индейских языках дома его выбрали 46,4 % опрошенных. Лишь 195 407 американцев говорило дома на других индейских языках.
По состоянию на июнь 2014 года, Ethologue присвоил навахо категорию «6b (в опасности)», указывая, что «слишком малое число носителей учат ему своих детей, а координированные усилия по возрождению языка могли бы с лёгкостью его защитить». Для языка из этой категории навахо имеет, однако, довольно большое количество говорящих.
Около половины всех навахо живёт в резервации Навахо-Нейшен, расположенной на границе штатов Аризона, Нью-Мексико и Юта; остальные носители расселены по США. По законам резервации, владение навахо обязательно для того, чтобы занять должность президента Навахо-Нейшен.
На навахо в наши дни издают как оригинальные произведения, так и переводы. Первые тексты на этом языке создали христианские миссионеры и, соответственно, они были в основном переводами Библии и других религиозных книг. В 1943—1957 «Агентство навахо» издавало газету Ádahooníłígíí («События») — это первая в истории газета на этом языке и единственная в истории, выходящая полностью на навахо. Редакторами газеты стали Роберт Янг и Уильям Морган.
AM-радиостанция KTNN вещает как на английском, так и на навахо; AM-станция KNDN вещает исключительно на навахо.
В 2013 году фильм «Звёздные войны. Эпизод IV: Новая надежда» 1977 года перевели и озвучили на навахо; это первый случай озвучки крупной полнометражной ленты на индейский язык. Существуют также дубляжи детских мультфильмов на языке навахо — например, «В поисках Немо (Nemo Hádéést'įį')».
Язык навахо, в бета-версии, с 2018 года также доступен для изучения в «Duolingo» — известном американском приложении для изучения языков.

## Ареал и численность
На языке навахо до сих пор говорят многие представители народа навахо всех возрастов; средоточием его применения является территория резервации Навахо-Нейшен в Аризоне. Количество носителей, по данным переписи 2011 года, оценивается в приблизительно 170 000 человек; язык находится под угрозой исчезновения.

### Преподавание языка
Резервация индейцев навахо Навахо-Нейшен управляет школой с погружением в языковую среду (Tséhootsooí Diné Bi'ólta'), расположенной в Форт-Дифаенсе, которая старается увеличить число носителей языка среди детей навахо. В школе работают 13 учителей, использующих только язык навахо, исключая использование английского, и 5 учителей, которые преподают только на английском. В детском саду и первом классе преподавание ведётся только на навахо; английский постепенно вводят в программу начиная с третьего класса — только 10 % от всего времени обучения.

## Лингвистическая характеристика

### Фонетика и фонология
В целом, темп речи на навахо медленнее, чем на английском.

#### Гласные
В навахо всего четыре гласных звука: [a], [e], [i] и [o]. Каждый из них может быть кратким и долгим (орфографически долгие гласные удваиваются; долгие гласные примерно в два раза дольше кратких); как краткие, так и долгие гласные могут быть назализованными (назализация обозначается огонэком: ą или ęę). Слоги, заканчивающиеся на /d/ или гортанную смычку, звучат немного дольше, чем слоги, заканчивающиеся на другие согласные или на гласные.
Кроме того, навахо — тональный язык; в нём существуют два тона: высокий и низкий; в орфографии высокий тон обозначается акутом: ká. Тоны могут изменять значение слова: doo «не» — dóó «и». Некоторые учёные считают, что тоны навахо на самом деле представляют собой музыкальное ударение, так же как в японском языке.
Дифтонги и стечения гласных языка навахо: ai, aii, ao, ei, eii, eo, oi, oii, ooi. Самыми частыми являются ai, ei, ao и oi.

#### Согласные
Язык навахо имеет большой набор согласных звуков. Взрывные согласные существуют в трёх гортанных формах: придыхательной, непридыхательной и абруптивной (например, [tʃʰ], [tʃ] и [tʃʼ]). Имеется также гортанная смычка, которая используется после гласных. Каждое слово, первый звук в котором гласный, произносится с гортанной смычкой в начале.
Стечения согласных редки, за исключением частого сочетания [d] или [t] с фрикативными согласными.
Ниже перечислены согласные навахо в орфографической записи и транскрипции МФА:
|             |                  | Билабиальные | Альвеолярные | Альвеолярные | Палатальные | Велярные  | Велярные   | Глоттальные |
| ----------- | ---------------- | ------------ | ------------ | ------------ | ----------- | --------- | ---------- | ----------- |
| центральные | латеральные      | Билабиальные | простые      | губные       | Палатальные |           |            | Глоттальные |
| Взрывные    | Непридыхательные | ⟨b⟩ [p]      | ⟨d⟩ [t]      |              |             | ⟨g⟩ [k]   |            |             |
| Взрывные    | Придыхательные   |              | ⟨t⟩ [tʰ]     |              |             | ⟨k⟩ [kʰ]  |            |             |
| Взрывные    | Глоттализованные |              | ⟨t'⟩ [t’]    |              |             | ⟨k'⟩ [k’] |            | ⟨'⟩ [ʔ]     |
| Аффрикаты   | Непридыхательные |              | ⟨dz⟩ [ʦ]     | ⟨dl⟩ [tɬ]    | ⟨j⟩ [ʧ]     |           |            |             |
| Аффрикаты   | Придыхательные   |              | ⟨ts⟩ [ʦʰ]    | ⟨tł⟩ [tɬʰ]   | ⟨ch⟩ [ʧʰ]   |           |            |             |
| Аффрикаты   | Абруптивы        |              | ⟨ts'⟩ [ʦ’]   | ⟨tł'⟩ [tɬ’]  | ⟨ch'⟩ [ʧ’]  |           |            |             |
| Фрикативные | Глухие           |              | ⟨s⟩ [s]      | ⟨ł⟩ [ɬ]      | ⟨sh⟩ [ʃ]    | ⟨h⟩ [x]   | ⟨hw⟩ [xʷ]  | ⟨h⟩ [h]     |
| Фрикативные | Звонкие          |              | ⟨z⟩ [z]      | ⟨l⟩ [l]      | ⟨zh⟩ [ʒ]    | ⟨gh⟩ [ɣ]  | ⟨ghw⟩ [ɣʷ] |             |
| Носовые     |                  | ⟨m⟩ [m]      | ⟨n⟩ [n]      |              |             |           |            |             |
| Глайды      |                  |              |              |              | ⟨y⟩ [j]     |           | ⟨w⟩ [w]    |             |

Звонкий латеральный l реализуется как аппроксимант, а ł — как фрикативный [ɬ]. Такая корреляция является обычной в языках мира (ср. в валлийском), поскольку истинный глухой [l̥] обычно плохо различим, однако по сравнению с другими южноатабаскскими языками это выглядит скорее необычно. Согласный h произносится как [x] в начале основы и как [h] в начале суффикса или в неначального положения в основе.

#### Запись звуков
Первые проекты орфографии для языка навахо создавались в конце XIX — начале XX века. В одном из них сочетались латинские и арабские буквы; работу усложняло то, что в навахо есть много звуков, которые отсутствуют в английском, и наоборот — имеющихся в английском алфавите букв для письменного выражения всех звуков не хватало. Используемую ныне орфографию разрабатывали в 1935—1940 годах. Первая пишущая машинка, которая могла печатать на навахо, была создана для набора навахоязычной газеты и словаря 1940-х. Первый компьютерный шрифт с поддержкой навахо появился в 1970-х. Виртуальная клавиатура с поддержкой навахо появилась на IOS в ноябре 2012 года, а для Android — в августе 2013 года.
В современном алфавите навахо абруптивные согласные и гортанная смычка помечаются апострофом (ʼ), однако изначально смычки не отображались на письме вовсе. Глухой глоттальный щелевой согласный [h] обычно записывается как h, однако после s, z и диграфов, кончающихся на h, он пишется как x, чтобы избежать двусмысленного прочтения. Звонкий велярный спирант записывается как y перед i и e (где он палатилизован [ʝ]), как w перед o (где он лабиализован, [ɣʷ]) и как gh перед a.
Назализованные гласные записываются с огонэком (˛), а глухой альвеолярный латеральный фрикатив [ɬ] пишется как перечёркнутая L (Ł, ł).

#### Морфонология
В языке навахо существует так называемая гармония согласных: в пределах одного слова могут встречаться либо только шипящие, либо только свистящие. Так, например, приставка первого лица единственного числа, означающая притяжательное местоимение «мой», может выглядеть либо как shi-, либо как si- в зависимости от того, какие в слове, к которому она присоединяется, согласные.

### Морфология
С типологической точки зрения, навахо является агглютинативным полисинтетическим языком с вершинным маркированием. При этом в навахо достаточно высокая степень фузии, особенно фонологической. Преобладающий порядок слова в навахо — SOV (подлежащее — объект действия — глагол), но при этом язык, в основном, приставочный.
Глагол — самое важное составляющее морфологии языка навахо, ибо имена несут сравнительно немного грамматической информации. Кроме того, в навахо существует множество модификаторов наподобие местоимений, клитик, указательных элементов, числительных, послелогов, наречий и союзов. В грамматике Г. Хойера все эти элементы называются частицами. В навахо нет прилагательных как особой части речи — вместо них используются глаголы.

#### Имя существительное
Существительные в навахо необязательно должны присутствовать в каждом предложении, так как глагол всегда содержит достаточно необходимой информации. Большинство существительных в этом языке не имеют различающихся форм числа; нет в навахо и склонения.

##### Число
Что касается числа существительных, то в большинстве случаев его различие в навахо происходит путём глагола при помощи разных аффиксов — например, при помощи классификаторов. Всего в навахо три числа — единственное, двойственное и множественное. Некоторые глагольные основы сами по себе подразумевают множественное число подлежащего.
Пример того, как число субъекта предложения выражается при помощи глагола:
- Béégashii sitį́ «Корова лежит» (единственное число);
- Béégashii shitéézh «(Две) коровы лежат» (двойственное число);
- Béégashii shijééʼ «Коровы (больше двух) лежат» (множественное число).

Подлежащее béégashii «корова» не изменяется по числу, но глагол позволяет понять, в каком числе оно стоит в каждом из этих предложений; -tį́ — глагольная основа «лежать».

##### Падеж
Падежи в навахо в большинстве случаев не имеют показателей на существительном; вместо этого, их значения передаются при помощи порядка слов в предложении — например, с помощью него передаётся винительный падеж:
1. Atʼééd ashkii yiyiiłtsą́ «Девочка увидела мальчика» („Девочка мальчика увидела“);
2. Ashkii atʼééd yiyiiłtsą́ «Мальчик увидел девочку» („Мальчик девочку увидел“).

#### Глагол
Глагольные формы в навахо, напротив, весьма сложны и несут богатую лексическую и грамматическую информацию. Многие понятия выражаются номинализациями и глагольными перифразами, например, Hoozdoh «Финикс» (дословно: «здесь жарко»); chʼéʼétiin «дверной проём» (дословно: «здесь есть горизонтальная дорога наружу»). Ср. также номинализации: náʼoolkiłí «часы» (дословно: «то, что медленно движется по кругу»); Biʼééʼ Łichííʼí bikéyah «Россия» (дословно: «в их стране рубашки красного цвета») и chidí naaʼnaʼí beeʼeldǫǫhtsoh bikááʼ dah naaznilígííʼ «танк» (дословно: «машина, на которой сидят сверху и которая ползает с большой взрывающейся вещью сверху»).
Глагольные формы состоят из основы, к которой прибавляются различные словообразовательные и словоизменительные префиксы. В каждом глаголе должен быть хотя бы один префикс. Порядок префиксов жёстко фиксирован.
Сама основа, в свою очередь, состоит из корня и суффикса (часто плохо различимого в поверхностной форме из-за фузии). К этой основе (stem) прибавляются префиксы так называемых классификаторов, которые зависят от типа аргумента (эта система похожа на системы именных классов в языках банту или дагестанских языках). Основа с этими префиксами называется «темой» (theme). Тема сочетается с деривационными префиксами, создавая «базу» (base), к которой, в свою очередь, прибавляются словоизменительные («парадигматические») префиксы.
Порядок префиксов в словоформе зависит от класса префикса; для словоформы существует своего рода шаблон. В таблице приведена одна из недавних версий такого шаблона для навахо, хотя сама идея о подобном устройстве словоформы восходит ещё к Эдварду Сепиру.
Хотя глагол в навахо и может иметь достаточно большое количество составляющих, обязательными являются лишь показатели вида/наклонения, субъекта действия, классификатора и самой основы глагола.
Глагольная словоформа состоит из трёх частей:
| дизъюнктные префиксы | конъюнктные префиксы | основа |
| -------------------- | -------------------- | ------ |

Эти части, в свою очередь, разделяются на 11 позиций.
| дизъюнктные префиксы | дизъюнктные префиксы | дизъюнктные префиксы   | дизъюнктные префиксы | дизъюнктные префиксы | конъюнктные префиксы | конъюнктные префиксы | конъюнктные префиксы   | конъюнктные префиксы  | конъюнктные префиксы | конъюнктные префиксы | основа |
| -------------------- | -------------------- | ---------------------- | -------------------- | -------------------- | -------------------- | -------------------- | ---------------------- | --------------------- | -------------------- | -------------------- | ------ |
| 0                    | 1a                   | 1b                     | 2                    | 3                    | 4                    | 5                    | 6                      | 7                     | 8                    | 9                    | 10     |
| объект послелога     | послелог             | «тематическое» наречие | итератив             | множественное число  | прямое дополнение    | дейктический элемент | «тематическое» наречие | способ действия и вид | подлежащее           | классификатор        | основа |

При этом иногда некоторые сочетания префиксов подвергаются перестановке, нарушая указанный выше порядок. Так, префикс a- (объект 3-го лица) обычно идёт до префикса di-, ср.:
Adisbąąs «Я начинаю вести колёсную повозку [ < 'a- + di- + sh- + ł + -bąąs]».
Тем не менее если в одной словоформе с a- встречаются префиксы di- и ni-, первый меняется местами со вторым, что приводит к порядку di-a-ni-, ср.:
Di’nisbąąs «Я веду повозку (во что-то) и застреваю [ < di-'a-ni-sh-ł-bąąs < 'a- + di- + ni- + sh- + ł + -bąąs]»,
но не:
*Adinisbąąs (a-di-ni-sh-ł-bąąs).

##### Время и вид глагола
Что касается времён глагол, то в навахо нет чётко выраженных времён; вместо этого, сведения о том, как действие происходит во времени, выражается через вид, наклонение, обстоятельства времени и контекст. Каждый глагол в навахо заключает внутри себя вид и может изменяться в семи наклонениях.
В целом, можно выделить пять видо-временных разновидности глагола в навахо, каждый из которых имеет собственный показатель (он выделен жирным):
1. имперфектив: -né (-né — основа глагола «играть») — «играет, играл, будет играть»;
2. перфектив: -neʼ — «поиграл, поиграет»;
3. прогрессив/будущее: -neeł — «играет сейчас, будет играть (в течение какого-то времени)»;
4. итератив: -neeh — «обычно играет, постоянно или часто играет»;
5. оптатив: -neʼ — «поиграл бы, может играть».

##### Спряжение
Навахо различает четыре лица в глаголе; четвёртое лицо приблизительно соответствует третьему, но используется тогда, когда речь идёт о неопределённых, предполагаемых актантах.
Следующая таблица показывает все местоименные аффиксы и показатели лица и числа для имперфектива глагольной основы -né «играть», то есть её спряжение:
|    | Единственное число | Двойственное и множественное число |
| -- | ------------------ | ---------------------------------- |
| 1. | sh-                | iid-                               |
| 2. | ni-                | oh-                                |
| 3. | –                  | –                                  |
| 4. | ji-                | ji-                                |

|    | Ед. ч.                                                      | Двой. и мн. ч.                                              |
| -- | ----------------------------------------------------------- | ----------------------------------------------------------- |
| 1. | naashné — Я сейчас играю                                    | neiiʼné — Мы сейчас играем                                  |
| 2. | naniné — Ты сейчас играешь                                  | naohné — Вы сейчас играете                                  |
| 3. | naané — Он/она/оно/ сейчас играет, они сейчас играют        | naané — Он/она/оно/ сейчас играет, они сейчас играют        |
| 4. | najiné — Он/она/оно/кто-то сейчас играет, они сейчас играют | najiné — Он/она/оно/кто-то сейчас играет, они сейчас играют |

Приставка na-, которая стоит перед показателем лица и числа, в этом случае указывает, что действие ещё происходит прямо сейчас.

##### Отрицание
Глагольное отрицание в навахо выражается при помощи циркумфикса doo ... da (например, Mósí doo nitsaa da «Кошка не большая») .

##### Глаголы с классификаторами
Многие глагольные основы в навахо (и других атабаскских языках) имеют особые формы, различающиеся в зависимости от формы или других свойств предмета. Такие основы называют глаголами с классификаторами (classificatory verbs). Обычно у каждого классификатора есть ярлык-аббревиатура. Существует 11 первичных классов глаголов «трогания» (handling), перечисленные ниже (в форме перфектива):
| Классификатор + основа | Ярлык | Описание                   | Примеры                                        |
| ---------------------- | ----- | -------------------------- | ---------------------------------------------- |
| -'ą́                    | SRO   | Твёрдый округлый предмет   | Бутылка, мяч, ботинок, коробка                 |
| -yį́                    | LPB   | Ноша, мешок, связка        | Рюкзак, узелок, мешок, седло                   |
| -ł-jool                | NCM   | Некомпактное вещество      | Пучок волос или травы, облако, туман           |
| -lá                    | SFO   | Тонкий гибкий предмет      | Верёвка, варежки, ножки, горка жареных луковиц |
| -tą́                    | SSO   | Тонкий твёрдый предмет     | Стрела, браслет, сковорода, пила               |
| -ł-tsooz               | FFO   | Плоский гибкий предмет     | Коврик, плащ, мешок с зеленью                  |
| -tłéé’                 | MM    | Мягкое вещество            | Мороженое, грязь, упавший пьяный               |
| -nil                   | PLO1  | Множественные предметы (1) | Яйца, мячи, животные, монеты                   |
| -jaa’                  | PLO2  | Множественные предметы (2) | Шарики, зёрна, сахар, насекомые                |
| -ką́                    | OC    | Открытый сосуд             | Стакан молока, ложка еды, горстка муки         |
| -ł-tį́                  | ANO   | Одушевлённый предмет       | Микроб, человек, труп, кукла                   |

Таким образом, в навахо нет, скажем, глагола «давать». Вместо этого, чтобы сказать, например, «дай мне сена», нужно использовать основы с классификатором «NCM»: níłjool. Напротив, «дай мне сигарету» будет переводиться другим глаголом: nítįįh.
Первичные глаголы с классификаторами также различают несколько способов обращения с объектом. По этому признаку они делятся на три класса:
- «трогание» (handling), например, «нести», «опускать», «брать»;
- «приведение в движение» (propelling), например, «подбросить», «уронить», «бросить»;
- «свободный полёт» (free' flight), например, «падать» или «лететь».

Так, например, если взять класс «SRO», есть три разных глагола:
- -'ą́ — «трогать (нечто круглое)»;
- -ne — «бросить (нечто круглое)»;
- -l-ts’id — «(нечто круглое) движется само».

Как и в большинстве атабаскских языков, одушевлённость играет важную роль в грамматике навахо: многие глаголы имеют различающиеся формы в зависимости от одушевлённости связанных с ними существительных. В навахо можно выделить следующую иерархию одушевлённости:
Человек → Ребёнок/Большое животное → Животное средних размеров → Маленькое животное → Сила природы → Абстракция.
Обычно наиболее одушевлённое имя идёт в предложении первым. Если оба имени занимают одинаковое место в этой иерархии, оба могут занимать и первое место в предложении.

#### Местоимение

##### Личные и притяжательные местоимения
Личные и притяжательные местоимения в языке навахо обозначаются одними и теми же словами, при этом притяжательные местоимения выступают в качестве приставок:
| ед. ч. | рус.               | дв. ч. | рус.                                       | мн. ч. | рус.                                   |
| ------ | ------------------ | ------ | ------------------------------------------ | ------ | -------------------------------------- |
| Shí    | «Я, мой»           | Nihí   | «Нас обоих, наш (принадлежащий нам обоим)» | Danihí | «Нас, наш (принадлежащий нам всем)»    |
| Ni     | «Ты, твой»         | Nihí   | «Вы вдвоём, ваш (принадлежащий вам обоим)» | Danihí | «Вы все, ваш (принадлежащий вам всем)» |
| Bí     | «Он, оно, его, её» | Bí     | «Они вдвоём, их (принадлежащий им обоим)»  | Daabí  | «Они все, их (принадлежащий им всем)»  |

Личные местоимения обычно не используются, так как глагол, с помощью аффиксов, всегда несёт достаточно необходимой информации.

##### Указательные местоимения
Éí — «она, они, тот, те» — указательное местоимение. Это слово может добавляться в предложение, чтобы отделить слова, которые в противном случае были бы соединены: Ashkii éí Kii wolye «Мальчика зовут Ки», Éí ashkii Kii wolyé «Того мальчика зовут Ки».

##### Вопросительные местоимения
В навахо существуют вопросительные местоимения «кто?», «где?», «что?», «почему?», «когда?» и «как?», на которые нужно ответить высказыванием. На все остальные вопросы нужно ответить либо отрицательным, либо положительным утверждением, либо «да» или «нет». Показатель такого вопроса, то есть вопросительный суффикс, добавляемый в конец слова — -ísh, например, Diné bizaadísh yíhooł'aah? «Он изучает язык навахо?», или Diné ashkiísh bilagáana bizaad yíhooł'aah? «Мальчик из навахо изучает английский язык?».

#### Имя числительное
Счётная система в языке навахо является десятичной.
Некоторые числительные:
| 1     | tʼááłáʼí                                                                            |
| 2     | naaki                                                                               |
| 3     | tááʼ                                                                                |
| 4     | dį́į́ʼ                                                                                |
| 5     | ashdlaʼ                                                                             |
| 6     | hastą́ą́                                                                              |
| 7     | tsostsʼid                                                                           |
| 8     | tseebíí                                                                             |
| 9     | náhástʼéí                                                                           |
| 10    | neeznáá                                                                             |
| 11    | łaʼtsʼáadah                                                                         |
| 12    | naakitsʼáadah                                                                       |
| 13    | tááʼtsʼáadah                                                                        |
| 14    | dį́į́ʼtsʼáadah                                                                        |
| 15    | ashdlaʼáadah                                                                        |
| 16    | hastą́ʼáadah                                                                         |
| 17    | tsostsʼidtsáadah                                                                    |
| 20    | naadiin                                                                             |
| 300   | táadi neeznádiin                                                                    |
| 4,567 | dį́į́di mííl dóó baʼaan ashdladi neeznádiin dóó baʼaan hastą́diin dóó baʼaan tsostsʼid |

### Лексика
Подавляющее большинство лексики навахо — атабаскского происхождения; размер словаря относительно мал: по одной оценке, в навахо около 6 245 корней существительных и около 9 000 глагольных корней, причём корни существительных являются в основном производными от глагольных. До колонизации европейцами навахо почти не заимствовал слова из языков других семей, а также атабаскских и апачских. Разнообразие фонологии и морфологии у разных атабаскских языков весьма велико из-за продолжительной отделённости их носителей друг от друга, что сказывается и на словообразовании. 
Существительные в навахо часто являются описательными: так, например, слово «человек» выглядит как bílaʼashdlaʼii и буквально означает «имеющий пять пальцев», а слово «скот, животные» ― naaldlooshii — означает «то, что носится, бегает».

#### Заимствования
Даже многовековое взаимодействие и культурный обмен между индейцами навахо и пуэбло не привёл к обширному заимствованию слов. После испанского завоевания навахо заимствовал лишь небольшое количество испанских слов: к таковым относятся, например, bilasáana «яблоко» (от исп. manzana), bááh «хлеб» (от pan) и béeso «деньги» (от peso).
Вплоть до середины XX века навахо не заимствовал слов и из английского языка, однако некоторое их количество он всё же усвоил — их в основном приносили младшеклассники, обучающиеся в английских школах. Примером языкового пуризма в навахо служит слово «танк», которое на навахо записывается как chidi naa naʼi bee ʼeldǫǫh tsoh, bikaaʼ dah naazniligii и означает «ползающее транспортное средство, располагающееся на высоте и создающее взрывы». Языковой пуризм навахо распространяется и на собственные имена: так, столица штата Аризона ― Финикс ― именуется Hoozdo «Жаркое место», Нью-Мексико — Yootó, а испанский язык — naakaii.
Лишь одно слово из навахо попало в английский язык: hooghan, в английском написании — hogan, что означает традиционный дом индейцев навахо. По одной из теорий, англоязычные переселенцы заимствовали из языка навахо намного меньше слов, чем из других индейских языков, потому, что навахо наиболее яростно сопротивлялись колониализму.

#### Фразы и выражения
Выражение на навахо, которым можно поприветствовать и днём, и ночью, — Yá'át'ééh — буквально означает «это хорошо». Чтобы сказать «доброе утро», используется выражение yá'át'ééh abíní; другие же подобные выражения, как например «добрый вечер» или «доброй ночи», обычно в навахо не используются.

## Образец текста
Образец текста на языке навахо:
- Ashiiké t'óó diigis léi' tółikaní ła' ádiilnííł dóó nihaa nahidoonih níigo yee hodeez'ą́ jiní. Áko t'áá ał'ąą ch’il na’atł'o’ii k’iidiilá dóó hááhgóóshį́į́ yinaalnishgo t'áá áłah ch’il na’atł'o’ii néineest'ą́ jiní. Áádóó tółikaní áyiilaago t'áá bíhígíí t'áá ał'ąą tł'ízíkágí yii' haidééłbįįd jiní. "Háadida díí tółikaní yígíí doo ła' aha’diidził da, "níigo aha’deet'ą́ jiní'. Áádóó baa nahidoonih biniiyé kintahgóó dah yidiiłjid jiní.

Примерный перевод:
- «Несколько безумных мальчиков решили сделать вина на продажу, так что каждый высадил лозу, и после тяжёлой работы они довели её до зрелости. Затем, сделав вино, они перелили его в мехи. Они согласились, что никогда не дадут друг другу ни глотка из них, и, взвалив мехи на спины, пошли в город».

## Википедия на языке навахо
Существует раздел Википедии на языке навахо («Википедия на языке навахо»), первая правка в нём была сделана в 2004 году. По состоянию на 15:25 (UTC) 13 августа 2025 года раздел содержит 22 662 статьи (общее число страниц — 37 316); в нём зарегистрировано 19 488 участников, двое из них имеют статус администратора; 18 участников совершили какие-либо действия за последние 30 дней; общее число правок за время существования раздела составляет 308 280.

### На русском языке
- Марк Бейкер, «Атомы языка», М.:Издательство ЛКИ, 2008—272 с (хотя книга не посвящена специально языку навахо, она содержит множество подробных примеров из навахо с грамматическим анализом в сравнении с английским и другими языками).

### Учебные пособия
- Blair, Robert W.; Simmons, Leon; & Witherspoon, Gary. (1969). Navaho Basic Course. BYU Printing Services.
- Goossen, Irvy W. (1967). Navajo made easier: A course in conversational Navajo. Flagstaff, AZ: Northland Press.
- Goossen, Irvy W. (1995). Diné bizaad: Speak, read, write Navajo. Flagstaff, AZ: Salina Bookshelf. ISBN 0-9644189-1-6
- Goossen, Irvy W. (1997). Diné bizaad: Sprechen, Lesen und Schreiben Sie Navajo. Loder, P. B. (transl.). Flagstaff, AZ: Salina Bookshelf.
- Haile, Berard. (1941—1948). Learning Navaho, (Vols. 1-4). St. Michaels, AZ: St. Michael’s Mission.
- Platero, Paul R. (1986). Diné bizaad bee naadzo: A conversational Navajo text for secondary schools, colleges and adults. Farmington, NM: Navajo Preparatory School.
- Platero, Paul R.; Legah, Lorene; & Platero, Linda S. (1985). Diné bizaad bee na’adzo: A Navajo language literacy and grammar text. Farmington, NM: Navajo Language Institute.
- Tapahonso, Luci, & Schick, Eleanor. (1995). Navajo ABC: A Diné alphabet book. New York: Macmillan Books for Young Readers. ISBN 0-689-80316-8
- Witherspoon, Gary. (1985). Diné Bizaad Bóhoo’aah for secondary schools, colleges, and adults. Farmington, NM: Navajo Language Institute.
- Witherspoon, Gary. (1986). Diné Bizaad Bóhoo’aah I: A conversational Navajo text for secondary schools, colleges and adults. Farmington, NM: Navajo Language Institute.
- Wilson, Alan. (1969). Breakthrough Navajo: An introductory course. Gallup, NM: The University of New Mexico, Gallup Branch.
- Wilson, Alan. (1970). Laughter, the Navajo way. Gallup, NM: The University of New Mexico at Gallup.
- Wilson, Alan. (1978). Speak Navajo: An intermediate text in communication. Gallup, NM: University of New Mexico, Gallup Branch.
- Wilson, Garth A. (1995). Conversational Navajo workbook: An introductory course for non-native speakers. Blanding, UT: Conversational Navajo Publications. ISBN 0-938717-54-5.
- Yazzie, Evangeline Parsons, and Margaret Speas (2008). Diné Bizaad Bínáhoo’aah: Rediscovering the Navajo Language. Flagstaff, AZ: Salina Bookshelf, Inc. ISBN 978-1-893354-73-9

### Исследования и справочная литература
- Bahr, Howard M. The Navajo as Seen by the Franciscans, 1898–1921: A Sourcebook (англ.). — Scarecrow Press, 2004. — ISBN 978-0-8108-4962-4.
- Beck, David. Aspects of the Theory of Morphology. — Walter De Gruyter, 2006. — Т. 10.
- Bowerman, Melissa; Levinson, Stephen (2001), Language Acquisition and Conceptual Development, Cambridge University Press, ISBN 978-0-521-59659-6
- Christiansen, Morten H. Language Universals (англ.). — Oxford University Press, 2009. — ISBN 978-0-195-30543-2.
- Cutler, Charles L. O Brave New Words: Native American Loanwords in Current English (англ.). — University of Oklahoma Press, 2000. — ISBN 978-0-8061-3246-4.
- Faltz, Leonard M. The Navajo Verb: A Grammar for Students and Scholars (англ.). — University of New Mexico Press[англ.], 1998. — ISBN 978-0-8263-1902-9.
- Fernald, Theodore; Platero, Paul (2000), The Athabaskan Languages: Perspectives on a Native American Language Family, Oxford University Press, pp. 252–287, ISBN 978-0195119473
- Mueller-Gathercole, Virginia C. Routes to Language: Studies in Honor of Melissa Bowerman (англ.). — Psychology Press, 2008. — ISBN 978-1-841-69716-1.
- Hargus, Sharon; Rice, Keren (2005), Athabaskan Prosody, John Benjamins Publishing Company, ISBN 978-90-272-4783-4
- Johansen, Bruce; Ritzker, Barry (2007), Encyclopedia of American Indian History, ABC-CLIO, ISBN 978-1-85109-817-0
- Koenig, Harriet. Acculturation in the Navajo Eden: New Mexico, 1550–1750: Archaeology, Language, Religion of the Peoples of the Southwest (англ.). — YBK Publishers, Inc., 2005. — ISBN 978-0-9764359-1-4.
- Luraghi, Silvia; Parodi, Claudia (2013), The Bloomsbury Companion to Syntax, Bloomsbury Academic, ISBN 978-1-441-12460-9
- Kroskrity, Paul V.; Field, Margaret C. (2009), Native American Language Ideologies: Beliefs, Practices, and Struggles in Indian Country, University of Arizona Press, ISBN 978-0-8165-2916-2
- Levy, Jerrold E. In the Beginning: The Navajo Genesis. — University of California Press, 1998. — ISBN 978-0-520-21277-0.
- McDonough, J.M. The Navajo Sound System. — Kluwer Academic Publishers, 2003. — ISBN 978-1-4020-1351-5.
- Kozak, David L. Inside Dazzling Mountains: Southwest Native Verbal Arts. — University of Nebraska–Lincoln Press, 2013. — ISBN 978-0-8032-1575-7.
- Minahan, James. Ethnic Groups of the Americas: An Encyclopedia (англ.). — ABC-CLIO, 2013. — ISBN 978-1-61069-163-5.
- Mithun, Marianne. The Languages of Native North America. — Кембриджский университет Press, 2001. — ISBN 978-0-521-29875-9.
- Platero, Paul (author of this section); Hinton, Leanne (2001), The Green Book of Language Revitalization in Practice, Academic Press, ISBN 978-90-04-25449-7 {{citation}}: |first= имеет универсальное имя (справка)
- Sloane, Thomas O. Encyclopedia of Rhetoric. — Оксфордский университет Press, 2001. — ISBN 978-0-19-512595-5.
- Speas, Margaret. Phrase Structure in Natural Language. — Springer[англ.], 1990. — ISBN 978-0-792-30755-6.
- Spolsky, Bernard. Language Management. — Кембриджский университет Press, 2009. — ISBN 978-0-521-73597-1.
- Wurm, Stephen A.; Mühlhäusler, Peter; Tyron, Darrell T. (1996), Atlas of Languages of Intercultural Communication in the Pacific, Asia, and the Americas, Walter de Gruyter, ISBN 978-3-11-013417-9
- Yip, Moira. Tone. — Cambridge University Press, 2002. — ISBN 978-0-521-77445-1.
- Young, Robert; Morgan, William, Sr. (1987), The Navajo Language: A Grammar and Colloquial Dictionary, University of New Mexico Press, ISBN 978-0-8263-1014-9{{citation}}:  Википедия:Обслуживание CS1 (множественные имена: authors list) (ссылка)
- Young, Robert; Morgan, William, Sr. (1992), Analytical Lexicon of Navajo, University of New Mexico Press, ISBN 978-0-8263-1356-0{{citation}}:  Википедия:Обслуживание CS1 (множественные имена: authors list) (ссылка)
- Young, Robert M.; Elinek, Eloise (1996), Athabaskan Language Studies (неопр.), University of New Mexico Press, ISBN 978-0-8263-1705-6{{citation}}:  Википедия:Обслуживание CS1 (неизвестный язык) (ссылка)